# 張子岱
張子岱（1941年7月30日—），生於香港，已退役香港足球運動員，司職前鋒，綽號「阿香」，籍貫上海直轄市，前中華民國國腳，為叱吒香港及亞洲球壇的球星，於1960至62年效力英格蘭甲組聯賽球會黑池，是歷來首位加盟歐洲頂級聯賽的華人及亞洲球員，在1998年世界盃前夕全球體育記者就五大洲選出本世紀各洲的最佳陣容，其中張子岱在亞洲最佳陣容中榜上有名，亦是唯一入選的華人球員，與父親張金海及四弟張子慧都是前中華民國國腳。於2016年協拍攝紀錄片《尋找張子岱》，在同年8月，年屆75歲的張子岱遠赴英國重返現於英格蘭乙組聯賽作賽的黑池，與前英格蘭國腳占美安菲及格蘭占士等昔日隊友及球迷重聚，獲球會高規格接待，而英國傳媒亦有廣泛報導。

## 球會生涯

### 初生之犢
張子岱原籍上海市浦東鎮，生於香港，幼年居住於香港島黃泥涌，父親張金海為上海著名足球員，生於1946年的胞弟張子慧（阿平）同為足球運動員。其父於1938年從上海移居香港後，投效勁旅星島。
由於年幼的張子岱常跟隨父親常於跑馬地球場進行操練，使他球技日漸磨練成熟，為日後的足球事業打下了穩實基礎。他在小學階段就讀慈幼學校，由於學校對推行足球運動不遺餘力，令張子岱在小學足球隊已顯露其足球天賦及能力，升讀慈幼英文學校後，於學界比賽初嚐比賽經驗，並成為學界足球精英，後來轉讀以體育作招徠的聖璐琦男女英文書院。
他在15歲加入星島預備組，並大放異彩。於1959年5月24日的士丹利木盾七人賽，帶領星島乙組一眾小將，迎戰勁旅東華甲組。張子岱單憑其個人突破能力，先後於比賽1分鐘和6分鐘，兩度攻破東華大門，並隨即採取死守戰術，最終爆冷擊敗大熱門東華甲組。
在1959年，他獲甲組勁旅東華賞識，邀請加盟，與當時炙手可熱的球星姚卓然、陳輝洪及吳偉文等同隊作賽，其後於1959年9月12日，繼姚卓然後亦加入東華，更被時任教練宋靈聖和姚卓然盛讚他「具備成為優秀球員之根底，假以時日必成大器」。加盟東華後，張子岱很快就成為了球隊的主力球員，更為球隊作出莫大的貢獻。1960年2月22日，他在隊友姚卓然和陳輝洪等名將的指導下，已從邊路球員轉型為正中鋒，並代表東華迎戰母會星島中梅開二度，協助球會以5–0勝出。

### 遠赴英倫
在1960年8月10日，只有19歲的張子岱因為其精湛球技，獲時任《英文虎報》及電台足球評述員麥他維殊和英籍球證馬士頓韋大力推薦下，成功以職業球員身份，加盟當時於歐洲頂級聯賽中打滾的球會黑池，並在隊中司職正中鋒（當年並未成立英格蘭超級足球聯賽，甲組聯賽已是英格蘭最頂級聯賽），因而成為歷來第一位效力歐洲頂級聯賽球會的華人球員。此事亦為香港球壇引以為傲，除了麥他士維和馬士頓韋外，時為黑池球員的馬菲士亦親自寫信予黑池高層人員，力勸該球會給予年紀輕輕的張子岱一個上陣機會。
由於當時黑池的領隊蘇雅爾喜歡重用年紀大而名氣響的球員，如年逾40歲的馬菲士，張子岱只能安排在預備隊上陣，兩年間共上陣43場射入23球。
終於在1961年1月14日，在黑池一隊對陣狼隊的賽事，首度正選披甲；惟開戰約9分鐘後，比賽就因為濃霧而被逼取消。同月，他在迎戰保頓的比賽中，再次得到在一隊正選上陣的機會，惜球隊以1–3落敗。
事隔10個月即1961年11月25日，張子岱才再有機會為黑池正選出戰錫周三，雖然今次同樣以1–3的比數落敗，但張子岱於這場比賽中為黑池破蛋，射破當時英格蘭國腳門將朗史賓格的大門，是首位在歐洲及英格蘭頂級聯賽中，取得入球的香港球員，比同是華人的中國球員孫繼海於2002年10月在曼城的入球早了40年。
儘管遠赴英國時被大家寄予厚望，不過在1962年黑池更換主教練後，張子岱缺乏上陣機會，加上受不了諸如思鄉等壓力，決定與黑池提前解約回港。雖然在黑池苦無上陣機會，但他在那裡進行的預備組賽事和操練，還是大大提昇了其足球技術。

### 噴射機起飛
1962年，張子岱回流香港後加盟有「鄉紳班」之稱的元朗，同時在匯豐銀行兼職，其後轉投光華。翌年，張子岱再投效傑志，為專心踢足球，決定辭去匯豐銀行的工作，協助傑志奪得1963/64年球季的甲組聯賽及特別銀牌雙料冠軍。
當綽號「噴射機」的星島於1964年從乙組回升甲組，而張子岱就重投母會，協助星島贏取1964/65年、1965/66年及1966/67年三屆甲組聯賽季軍及1967/68年聯賽亞軍、1966/67年特別銀牌冠軍和1965/66年及1966/67年金禧盃冠軍。
1966年歇暑期間，張子岱先獲星島外借隨南華遠征南非洲三島留尼旺、毛里裘斯及馬達加斯加，於13戰中保持不敗，接著再隨星島到澳洲和紐西蘭比賽，11戰未逢敗績，短短兩個月間踢了24場比賽。
1966/67年度球季，香港足球總會首次設立甲組聯賽神射手獎項，張子岱以36球奪得神射手獎項，而其弟張子慧以34球屈居亞軍，兩兄弟在一個球季合共射入70球之多，成為一時佳話。

### 失意北美
1965年6月17日，黑池與錫菲聯一同訪港，參加香港足球總會的金禧紀念表演賽，期間再遇張子岱在陣的華聯隊，大勝7–2。
賽後翌晨，黑池領隊蘇雅爾邀約張子岱到居住的酒店商討重投事宜，不過當時已婚及在港已有一定成就的張子岱，以家庭為由婉拒。
在1967/68球季，他與其弟張子慧一同獲選亞洲明星隊赴馬來西亞出戰富咸，當時已接近退役的英格蘭名宿波比笠臣指對兩人的表現印象深刻，直到波比笠臣在1967年在北美足球聯賽球會溫哥華皇家擔任球員兼教練一職後，他於1968年2月邀請張氏兄弟張子岱及張子慧加盟。當時張子岱年薪高達14,000美元，另加3,000美元簽紙費，是整隊最高薪的球員。
在兩人加盟後僅1個月，波比笠臣便因與班主不和而離隊，轉為由匈牙利球王普斯卡斯接任，並引入多名拉丁語系球員，與原有的英國球員格格不入，導致球會成績低落，在太平洋分組中敬陪末席，僅一年便告散班。
在球隊解散前，張子慧返港加盟消防，而張子岱則留守北美轉投聖路易明星，完成北美足球聯賽的首個賽季，然後才返回香港。

### 再闖高峰
英資的怡和於1968年升上甲組，並積極網羅優秀球員組織巨型班參賽，陣中包括陳鴻平、黃文偉、龔華傑等名將及新星葉尚華，又透過張金海，遊說其子張子岱返港加盟。
張子岱在季中離開北美返港，加盟怡和，月薪2,500港元，是同期職業球員中最高薪的一員，更獲安排在怡和洋行機械部工作，任職冷氣機推廣。
怡和升班後的首個賽季，便獲得季軍及特別銀牌冠軍的理想成績。在接下來的1969/70年球季，更囊括甲組聯賽、職業盃、金禧盃及士丹利木盾賽，成為史無前例的「四冠王」，可是，怡和僅維持三年，便於1971年宣佈退出甲組行列。
怡和退出後，全體球員獲准自由轉會，張子岱聯同張耀國、鄭潤如及葉尚華轉投消防，與弟弟張子慧再度併肩作戰；但由於與消防的管理層不和，張子岱僅效力一年，便離隊他投。
在1972/73年球季，張子岱轉投愉園。由於張子岱曾代表中華民國參賽，而當時愉園則是左派球隊，他遭到右派報章如《香港時報》口誅筆伐稱他「棄明投暗」。隨著班霸精工崛起，各項賽事的競爭更加激烈。在強隊林立下，張子岱仍協助愉園奪得1975/76年總督盃及1977/78年高級組銀牌冠軍。
在1998年法國世界盃前夕，張子岱被全球的體育記者共同選他為20世紀亞洲最佳陣容之一，是為唯一入選的香港人以及華人。
2016年8月，張子岱為拍攝紀錄片《尋找張子岱》在55年後，再次重返黑池。他在黑池主場聯賽對普利茅夫的英乙聯賽，再次回到球場觀戰，並以特別嘉賓出場，獲得全場球迷掌聲；然而，黑池最終以0–1落敗。

#### 打鬥事件
1970年12月30日，在花墟球場舉行怡和對九巴的職業盃比賽中，張子岱與對方的廖榮礎大打出手。
雙方職球員隨即勸止，場內警察更需出場震壓，才能平息打鬥。最終，兩人同被罰紅牌離場。張子岱下巴受傷，需入院縫針。事後，石硤尾警署要求兩人、球隊代表及球旁證等到警局落口供。最終，兩人各被判罰停賽6個月。

## 教練生涯
1978年，已達37歲的張子岱開始轉任教練工作，他先在愉園擔任助教其後在長和擔任球員兼教練，及後執教過寶路華、花花、駒騰及傑志可是他執教球隊的成績一般，直到80年代後球市下滑而張子岱決定離開球圈工餘時代表星島元老隊踢友誼聯賽。

## 退役生活
張子岱於1985年離開球圈後轉職的士司機，其弟張子慧後來亦移民加拿大。任職的士司機期間，張子岱於經常在機場接載外國遊客，並濫收車資。
後來，張子岱在1988年被法院檢控在啟德機場接載一對外籍夫婦時，以顯示為32.3元的咪錶，收取對方250元的費用。外籍夫婦下車後抄下他的車牌，並報警。最終，張子岱被法庭罰款2,000元及賠償210元予該夫婦。
張子岱於2011年3月東涌的超市內帶走4支紅酒、三樽果仁和數罐汽水，但只為汽水付款後便離去，遭當值保安發現即時，將他攔住。其後，警察將其拘捕。最後，他在荃灣法院承認一項偷竊罪，被罰款港幣2,000元。
2015年，張子岱、黃文偉、何容興等曾代表中華民國出戰的19位香港足球員及隨隊裁判，獲中華民國政府以專案形式，頒發中華民國護照。

## 家庭生活
張子岱的父親是前上海足球名將，綽號「拚命三郎」的張金海，張父於1938年移居香港，育有四子。
張子岱排名第二，因在香港出生，故取乳名為「阿香」。幼弟張子慧在1946年和平後出生，故取乳名「阿平」。
除了三弟之外，其餘三人均曾經是甲組球員。長兄張子文曾效力光華及警察，幼弟張子慧則效力過溫哥華皇家、消防、精工等球隊，退役後移居加拿大。
張子岱的妻子為談美華，2人育有三名子女；其中生於1963年的已故長子張學潤，是香港著名的形象設計師。次女張學儀生於1964年。

## 個人榮譽
- 香港甲組足球聯賽神射手（1963–64、1966–67年度）
- 入選20世紀亞洲最佳陣容 (1998年)